# Schallausbreitung
Als Schallausbreitung wird die Wellenerscheinung, die zur Fortpflanzung einer Druckstörung sowie der Übertragung des Schallwechseldrucks in einem Schallfeld führt, bezeichnet. Zur Ausbreitung von Schall wird ein elastisches Medium benötigt, im idealen Vakuum ist keine Schallübertragung möglich. Die Bewegung des Schalls ist gleichförmig. In Gasen und Flüssigkeiten breitet sich der Schall als Longitudinalwelle aus, in festen Medien auch in Form von Transversalwellen und Biegewellen. Die Ausbreitungsgeschwindigkeit wird Schallgeschwindigkeit genannt.
Schall breitet sich in einem homogenen schallleitenden Medium nach allen Richtungen symmetrisch vom Erreger (also der Schallquelle) weg aus. Bewegt sich der Erreger im Medium (oder bewegt sich das Medium um den Erreger, was vom Medium aus betrachtet einer Bewegung des Erregers im Medium gleichkommt), so tritt der Dopplereffekt auf. Dieser tritt auch auf, wenn sich der Beobachter (Zuhörer) im Medium bewegt (bzw. entsprechend das Medium um den Beobachter).
Treffen mehrere Schallwellen aufeinander, so überlagern sie sich bei geringen Amplituden ungestört. Bei sehr tiefen Frequenzen und großen Amplituden treten lokal begrenzte Temperaturabweichungen auf, was wegen der Temperaturabhängigkeit der Schallgeschwindigkeit zu nichtlinearen Effekten führt.
An Grenzflächen zwischen verschiedenen Medien ändern sich die Eigenschaften der Schallwelle. Insbesondere treten Absorption und Reflexion (zum Beispiel an Wänden) sowie Brechung auf. An der Grenzfläche Metall/Luft wird der Schall praktisch vollständig reflektiert.

## Schallausbreitung in der Atmosphäre
Breitet sich Schall durch die Atmosphäre aus (z. B. Verkehrslärm), so wird er von den meteorologischen Bedingungen und den akustischen Eigenschaften (Akustische Impedanz) des Bodens beeinflusst.

### Luftabsorption
Ein Teil der Schallenergie wird durch molekulare Reibung und andere Moleküleigenschaften auf dem Weg durch die Atmosphäre absorbiert. Der Luftabsorptionsgrad, der üblicherweise in dB/100 m angegeben wird, hängt von der Lufttemperatur und der Luftfeuchtigkeit ab. Höhere Frequenzen werden wesentlich stärker absorbiert als tiefe Frequenzen. Ein anerkanntes Berechnungsverfahren für den Luftabsorptionsgrad ist in der ISO 9613-1 festgelegt. Atmospheric absorption coefficient heißt übersetzt atmosphärischer Absorptionskoeffizient.
| Dämpfung in dB/km bei |                  |        |        |        |         |         |         |         |
| Temperatur            | Luftfeuchtigkeit | 125 Hz | 250 Hz | 500 Hz | 1000 Hz | 2000 Hz | 4000 Hz | 8000 Hz |
| 10°                   | 70 %             | 0,4    | 1,0    | 1,9    | 3,7     | 9,7     | 32,8    | 117     |
| 20°                   | 70 %             | 0,3    | 1,1    | 2,8    | 5,0     | 9,0     | 22,9    | 76,6    |

### Brechung (Refraktion)

Verlauf der Schallstrahlen bei Brechung

Wie jede Form von Wellen ändern auch Schallwellen ihre Richtung, wenn die Ausbreitungsgeschwindigkeit für verschiedene Wellenzüge unterschiedlich ist.
Analog zu Lichtstrahlen, die in Richtung des Bereichs mit geringerer Ausbreitungsgeschwindigkeit (dem optisch dichteren Medium) hin abgelenkt („gebrochen“) werden, werden auch Schallwellen in Richtung des Bereiches mit geringerer Schallgeschwindigkeit hin gebrochen.
Solche Bereiche sind i. A. meteorologisch bedingt, vor allem durch das Mikroklima auf dem Ausbreitungsweg. Zwei – in diesem Zusammenhang prinzipiell unabhängige – Wetterbedingungen sind hier ausschlaggebend: Lufttemperatur und Windrichtung.
Nimmt die Temperatur mit der Höhe ab, nimmt auch die Schallgeschwindigkeit nach oben hin ab und der Schall wird nach oben gebrochen. In solchen Situationen bildet sich ab einer gewissen Entfernung (bei bodennahen Schallquellen ab etwa 200 m) eine akustische Schattenzone mit verminderter Hörbarkeit. Dies ist wegen der Erwärmung des Bodens durch die Sonnenstrahlung überwiegend tagsüber der Fall.
Siehe auch Humboldt-Effekt.
Nimmt die Temperatur hingegen mit der Höhe zu (Inversion), führt dies zu einer Abwärtsbrechung der Schallwellen und gegebenenfalls einer Mehrfachreflexion am Boden. Die Folge ist eine gute Hörbarkeit über große Distanzen hinweg. Dies ist vor allem nachts der Fall.
Vergleichbar ist der Wellenleitereffekt im Ozean.
Die Bündelung von starken Schall- und Druckwellen (z. B. Stoßwellen wie der Überschallknall) durch die Reflexion an atmosphärischen Schichten kann zu einer (lokalen) Fokussierung an entfernt liegenden Orten führen.
Auch Wind bewirkt räumliche Unterschiede bei der Schallgeschwindigkeit: Da die Windgeschwindigkeit in der Regel mit der Höhe zunimmt, wird der Schall in Windrichtung nach unten hin gebrochen, ist also über weite Entfernungen besser zu hören. Umgekehrt führt eine Schallausbreitung gegen den Wind durch Brechung nach oben zu einer Schattenzone und verminderter Hörbarkeit.
Die wetterbedingte Schwankung des Schallpegels in 500 bis 1000 m Entfernung von einer konstanten Schallquelle kann zwischen 20 und 30 dB betragen.

### Streuung
Ein Teil der Schallenergie wird beim Durchgang durch Turbulenz in der Atmosphäre gestreut. Streuung ist ein Mechanismus, mit dem Schallenergie in Schattenzonen eindringen kann, wie bei Aufwärtsbrechung. Gestreut werden Schallwellen vor allem dann, wenn ihre Wellenlänge die Größenordnung der Ausdehnung der Turbulenzelemente (Wirbel) hat.

### Beugung (Diffraktion)
Beugung ist ein weiterer Mechanismus, mit dem Schallenergie in Schattenzonen eindringen kann, beispielsweise in abgeschattete Bereiche hinter einem Gebäude bzw. einer Lärmschutzwand. Lange niederfrequente Wellen werden stärker gebeugt als kurze, hochfrequente Wellen.

### Reflexion am Boden

Verlauf der Schallwellen bei Reflexion am Boden

Treffen Schallwellen auf den Boden, so werden sie reflektiert. Je nach der akustischen Eigenschaft des Bodens (schallweich = niedrige Schallkennimpedanz bzw. schallhart = hohe Impedanz) wird dabei mehr bzw. weniger Schallenergie im Boden absorbiert bzw. die reflektierte Welle phasenverschoben, sodass der Boden mehr oder weniger schalldämpfend wirkt. Lockerer, poröser Boden und frisch gefallener Schnee sind schallweich und damit stark dämpfend, während festgetretener Boden, Asphalt oder Beton schallhart und somit wenig dämpfend sind. Eine hohe Bodendämpfung wird vor allem bei schallweichem Boden und flachem Schalleinfall (Quelle und Empfänger in Bodennähe) erzielt. Bei harten Böden kommt es zu einer Überlagerung (=Addition) des Schalls und dessen Reflexion, was je nach Winkel und Hörerposition zu einer Verstärkung oder auch Abschwächung (bis hin zur weitgehenden Auslöschung) von einzelnen Frequenzanteilen führt. Siehe Kammfilter.

### Schallschatten
Eine Schallabschattung oder ein Schallschatten entsteht, wenn sich auf dem direkten Schallweg von der Schallquelle zum Hörer oder zum Mikrofon Hindernisse befinden.

### Ausbreitungsgeschwindigkeit
| T in °C | c in m/s | t in ms |
| ------- | -------- | ------- |
| 35      | 352,17   | 2,840   |
| 30      | 349,29   | 2,864   |
| 25      | 346,39   | 2,888   |
| 20      | 343,46   | 2,912   |
| 15      | 340,51   | 2,937   |
| 10      | 337,54   | 2,963   |
| 5       | 334,53   | 2,990   |
| ±0      | 331,50   | 3,017   |
| −5      | 328,44   | 3,044   |
| −10     | 325,35   | 3,073   |
| −15     | 322,23   | 3,103   |
| −20     | 319,09   | 3,134   |
| −25     | 315,91   | 3,165   |

Die Ausbreitungsgeschwindigkeit c einer Schallwelle beträgt in Luft 343 m/s bei 20 °C; das sind etwa 1235 km/h. Sie nimmt mit der Wurzel aus der absoluten Temperatur T zu. Die für einen Meter benötigte Zeit t wird in Millisekunden (ms) angegeben.
Die Wellenfront benötigt also etwa 3 ms pro Meter. In einem homogenen Medium erfolgt die Ausbreitung entlang einer Geraden. Unter der Annahme einer punktförmigen Schallquelle erfolgt die Schwingungsanregung der Luftteilchen gleichmäßig nach allen Seiten des materieerfüllten Raumes. Das bedeutet, dass alle Teilchen, die die gleiche Entfernung von der Schallquelle haben, d. h. auf einer Kugeloberfläche liegen, deren Mittelpunkt die Schallquelle ist, sich im gleichen Erregungszustand (Verdichtung oder Verdünnung) oder in gleicher Phase befinden.
Schallwellen, die sich nach allen Seiten gleichmäßig ausbreiten, bezeichnet man daher als Kugelwellen.

## Schallausbreitung in Flüssigkeiten
Siehe Wasserschall.

## Schallausbreitung in Festkörpern
Siehe Körperschall.